# 博恩施泰特 (曼斯费尔德-南哈茨县)
博恩施泰特是德国萨克森-安哈尔特州的一个市镇。总面积9.31平方公里，总人口828人，其中男性433人，女性395人（2011年12月31日），人口密度89人/平方公里。